# William Howard Taft
William Howard Taft (Cincinnati, Ohio, 15 september 1857 – Washington, 8 maart 1930) was een Amerikaans politicus van de Republikeinse Partij. Hij was van 1909 tot 1913 de 27e president van de Verenigde Staten. Daarna was hij de opperrechter van de Verenigde Staten van 1921 tot 1930.
Taft, een jurist van beroep, was de procureur-generaal van de Verenigde Staten van 1890 tot 1892 onder president Benjamin Harrison. Hij diende als gouverneur-generaal van de Filipijnen van 1901 tot 1904 onder presidenten William McKinley en Theodore Roosevelt en diende aansluitend als minister van Oorlog onder president Roosevelt.

## Levensloop

### Jeugd
Zijn vader Alphonso Taft was rechter en was later onder president Ulysses S. Grant minister van Oorlog en minister van Justitie. Zelf ging hij studeren aan Yale. Op intellectueel gebied kon hij meekomen, maar hij moest het vooral van zijn inzet hebben. In 1878 studeerde hij af als de tweede beste van zijn jaar. Na Yale vervolgde hij zijn studie aan de Cincinnati Law School. In deze periode werkte hij ook als rechtbankverslaggever voor een lokale krant. Kort voor zijn afstuderen werd hij tot de Balie toegelaten en kon aan de slag als advocaat.

### Advocaat en rechter in het Hooggerechtshof van Ohio
Tafts hoofdredacteur bood hem een fulltimebaan aan bij de krant als hij bereid was zijn werk als advocaat op te geven, maar Taft bedankte daarvoor. In plaats daarvan werd hij in oktober 1880 benoemd tot assistent-aanklager in Hamilton County. Hij diende een jaar in die functie, maar stapte op nadat president Chester Arthur hem in een andere functie wilde benoemen. Hij bedankte daarvoor, omdat hij dan mensen moest ontslaan die competent waren voor hun functie, maar uit de politieke gratie lagen. In 1884 voerde Taft campagne voor de Republikeinse presidentskandidaat senator James Blaine, maar deze verloor van Grover Cleveland.
Rond 1880 leerde Taft zijn vrouw Helen Herron kennen. Vier jaar later zagen zij elkaar regelmatig. Na een afgewezen eerste aanzoek stapten Herron en Taft alsnog in het huwelijksbootje. Zij kregen drie kinderen. De oudste zoon, Robert, werd later lid van de Senaat.
Door de gouverneur van Ohio Joseph Foraker werd Taft in 1887 benoemd voor een vacante zetel in het Hooggerechtshof van Ohio dat zetelde in Cincinnati. Na een jaar werd hij herkozen voor een termijn van vijf jaar. Zijn meest opzienbarende uitspraak deed hij waarschijnlijk in de zaak Moores & Co. v. Bricklayers' Union. In deze zaak weigerden metselaars te werken voor elk bedrijf dat zaken deed met een bedrijf genaamd Parker Brothers. Taft stelde in zijn uitspraak dat er sprake was van een illegale boycot.

### Advocaat-generaal en federaal rechter
Het Hooggerechtshof had in 1889 een vacante zetel. Gouverneur Foraker suggereerde president Benjamin Harrison om Taft, die de zetel ambieerde, te benoemen. Dat deed de president niet. In plaats daarvan benoemde Harrison hem tot advocaat-generaal. Ook dit was geen onverdienstelijke promotie, want in die functie vertegenwoordigde Taft de belangen van de Amerikaanse federale overheid bij het Hooggerechtshof in zaken waarin zij partij was. Hij won 15 van de 18 zaken die door het Hooggerechtshof werden behandeld.
Het Amerikaanse Congres besloot in maart 1891 dat elk federaal Hof van Beroep met een extra zetel, dus met een extra rechter, werd uitgebreid. Harrison benoemde Taft in maart 1892 tot rechter van het Hof van Beroep voor het 6e circuit in Cincinnati. Dit was een benoeming voor het leven en leek een mooi opstapje naar het Hooggerechtshof. Tafts oudere halfbroer Charles was een succesvol zakenman en vulde zijn “bescheiden” rechterssalaris aan, waardoor Taft en zijn vrouw op stand konden leven.
Als rechter werd hij gezien als conservatief, hoewel hij het recht op vakbondsvorming en het recht om te staken (twee belangrijke thema's in het laatste decennium van de 19e eeuw) verdedigde. In 1896 ging hij, naast zijn werk als federaal rechter, les geven op de Cincinnati Law School. Als rechter kon hij zich niet direct inlaten met politiek, maar Taft volgde wel nauw de ontwikkelingen binnen de Republikeinse Partij. Hij zag met enig ongeloof de opkomst van Ohio-gouverneur William McKinley aan, maar steunde hem toen duidelijk werd dat hij de beste kansen had op de Republikeinse presidentsnominatie in 1896. Onder McKinleys presidentschap kwam er maar een zetel in het Hooggerechtshof vacant. De president koos voor Joseph McKenna.

### Gouverneur-generaal op de Filipijnen
President McKinley had in januari 1900 een afspraak met Taft. Die hoopte dat het zou gaan over een op handen zijnde vacature voor het Hooggerechtshof. In plaats daarvan wilde de president dat Taft in een commissie zitting zou nemen die een burgerregering op de Filipijnen op poten zou zetten. Het zou dan nodig zijn dat Taft terugtrad als rechter, maar McKinley beloofde dat hij hem in ruil zou benoemen in het Hooggerechtshof, zodra er een positie beschikbaar kwam.
De Amerikaanse machtsovername op de archipel leidde tot de Filipijnse revolutie die vervolgens overging in de Filipijns-Amerikaanse Oorlog. Rond 1900 waren de Amerikanen onder leiding van gouverneur-generaal Arthur MacArthur jr. aan de winnende hand. MacArthur zag weinig in zelfbestuur voor de Filipijnen, maar moest gedwongen samenwerken, omdat de commissie over het militaire budget ging. Op 4 juli 1900 volgde Taft MacArthur op als gouverneur-generaal. Taft wilde op voet van gelijkheid met de Filipino's samenwerken richting zelfbestuur, maar volledige onafhankelijk zag hij iets als voor in de verre toekomst.
McKinley werd in 1901 vermoord. Met zijn opvolger president Theodore Roosevelt was Taft sinds de jaren negentig bevriend. Zij ontmoetten elkaar weer in januari 1902 toen Taft in Washington was om te herstellen van twee operaties als gevolg van een infectie. Later dat jaar reisde hij naar Rome voor onderhandelingen met het Vaticaan. Hij wilde namelijk dat er meer landbouwgrond beschikbaar kwam voor Filipijnse boeren, maar veel land was in handen van verschillende Spaanse Rooms-katholieke priesterorders. Taft wilde dat zij het grootste deel van hun grond zouden verkopen, vervolgens het land verlieten en vervangen zouden worden door Amerikaanse priesters. Het bezoek hielp om daar een jaar later een akkoord over te sluiten.
Aan het einde van 1902 hoorde Taft van Roosevelt dat de zetel van rechter George Shiras in het Hooggerechtshof beschikbaar zou komen. Roosevelt bood hem de zetel aan, maar Taft bedankte, omdat volgens hem zijn taak op de Filipijnen nog niet was afgerond. Een van de redenen waarom Roosevelt de zetel aan Taft aanbood was, omdat het de kans was een potentiële rivaal voor het presidentschap te neutraliseren. Tafts succes op de Filipijnen was namelijk niet onopgemerkt gebleven in de Amerikaanse pers. Weer een jaar later vroeg Roosevelt Taft als minister van Oorlog. Ditmaal zegde Taft wel toe, ook, omdat de Filipijnen onder het beheer van het ministerie van Oorlog vielen. Op die manier kon hij betrokken blijven.

### Minister van Oorlog

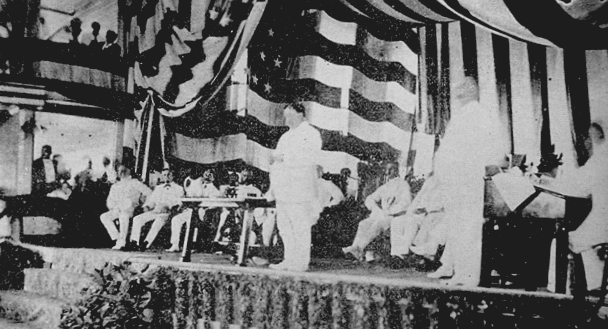
Taft houdt een toespraak in het Manila Grand Opera House, bij de opening van het Filipijns Assemblee

Als minister van Oorlog had Taft te maken met president Theodore Roosevelt die zich zelf ook veel met legerzaken bezig hield. Roosevelt had in aanloop naar de presidentsverkiezingen van 1904 publiek laten weten geen derde termijn te ambiëren en wilde zich aan die belofte houden. Taft hield er sterk rekening mee dat hij de volgende Republikeinse presidentskandidaat kon worden. Met het oog daarop bedankte hij twee keer voor een positie in het Hooggerechtshof.
Na de afscheiding van Panama van Colombia in 1903 en met de sluiting van het Hay-Bunau-Varilla-verdrag hadden de Verenigde Staten het recht verkregen om een kanaal in Panama aan te leggen dat de Atlantische Oceaan met de Stille Oceaan zou verbinden. Roosevelt had bepaald dat het ministerie van Oorlog verantwoordelijk was voor de aanleg. In 1904 bezocht Taft Panama en in 1907 benoemde hij George Washington Goethals als hoofdingenieur, nadat John Frank Stevens zijn ontslag had ingediend.
Spanje had Cuba als kolonie verloren aan de Verenigde Staten na de Spaans-Amerikaanse Oorlog in 1898. Na een periode van bezetting was Cuba in 1902 onafhankelijk geworden. De eerste jaren na de onafhankelijkheid verliepen onrustig met veel interne conflicten. In september 1906 vroeg de Cubaanse president Tomás Estrada Palma de Verenigde Staten om te interveniëren. Taft reisde met een kleine legermacht naar Cuba en riep zichzelf uit tot tijdelijk gouverneur. Twee weken later werd hij opgevolgd door Charles Edward Magoon.
Taft bleef betrokken bij de Filipijnen. Hij eiste in 1904 dat Filipijnse landbouwproducten vrij – dat wil zeggen zonder invoerrechten te betalen – tot de Amerikaanse markt zouden worden toegelaten. Dit leidde tot protest onder Amerikaanse suiker- en tabaksproducten. President Roosevelt kaartte het onderwerp aan bij Taft, maar deze dreigde ontslag te nemen als de president zijn beleid zou aanpassen. Roosevelt liet het onderwerp daarop voor wat het was. In 1905 leidde Taft een delegatie van het Congres naar de Filipijnen. In 1907 keerde hij wederom terug toen het eerste Filipijnse Assemblee werd geïnstalleerd.
Beide keren na zijn bezoek aan de Filipijnen reisde Taft door naar Japan. Zijn eerste bezoek was in juli 1905, een maand voor het einde van de Russisch-Japanse Oorlog. Taft ontmoette de Japanse premier Katsura Tarō. Zij sloten een akkoord waarin ze afspraken dat de Verenigde Staten geen bezwaar hadden tegen de Japanse bezetting van Korea en dat Japan geen ambities had met betrekking tot het grondgebied van de Filipijnen. In de Verenigde Staten waren er zorgen over het grote aantal Japanse arbeiders dat naar Amerika toekwam. Tijdens het tweede bezoek beloofde de Japanse minister van Buitenlandse Zaken Hayashi Tadasu dat er minder paspoorten verstrekt zouden worden aan Japanners die naar de Verenigde Staten wilden emigreren.

### Presidentschap

#### Presidentsverkiezingen 1908

Electorale kaart van de presidentsverkiezingen van 1908

Roosevelt deed alles wat in zijn macht lag om Taft de Republikeinse nominatie te bezorgen. Zo eiste hij van zijn kabinetsleden dat zij Taft zouden steunen, of in ieder geval geen andere kandidaat zouden supporten, op straffe van ontslag. Verschillende politici, zoals minister van Financiën George Cortelyou, onderzochten of zij een kans zouden maken, maar mengden zich uiteindelijk niet in de race. Gouverneur van New York Charles Evans Hughes stelde zich kandidaat, maar op de dag van zijn aankondiging stuurde president Roosevelt een uitgebreid bericht aan het Congres waarin hij waarschuwde tegen corruptie in het bedrijfsleven. De aankondiging van Hughes dat hij zich kandidaat stelde werd daardoor verdrongen naar de binnenpagina's van de kranten.
Tijdens de Republikeinse Conventie in Chicago in juni 1908 had Taft geen serieuze concurrenten en hij werd tot zijn eigen tevredenheid tijdens de eerste stemronde al gekozen. Hij was minder blij met de keuze van de Conventie van zijn running mate voor het vicepresidentschap. Hij hoopte op een progressief, zoals senator Jonathan Dolliver, in plaats viel de keuze op de conservatieve Afgevaardigde James Sherman. Taft nam op 30 juni ontslag om zich geheel te kunnen wijden aan zijn campagne.
Tijdens de algemene verkiezingen nam Taft het op tegen de Democraat, William Jennings Bryan, die zijn partij voor de derde keer vertegenwoordigde als presidentskandidaat. Veel hervormingen van Roosevelt kwamen voort uit voorstellen van Bryan, waardoor veel Democraten stelden dat hij de werkelijke opvolger van Roosevelt was.
Taft gaf brandstof aan de kritiek dat hij alleen Roosevelts slippendrager was door naar het huis van de president in New York te reizen voor advies voor zijn acceptatiespeech. Taft steunde sowieso veel van het beleid van Roosevelt. Zo was hij voor het recht op vakbondsvorming, maar tegen het instellen van een bedrijfsboycot. Ook vond hij in tegenstelling tot Bryan dat het spoornetwerk prima in handen kon zijn van private bedrijven, onder toezicht van een overheidscommissie die de maximale rittenprijs kon bepalen. Tijdens een vakantie in augustus 1908 verschenen er foto's van Taft op de golfbaan. President Roosevelt waarschuwde hem dat het voor de buitenwacht zou lijken alsof hij nauwe banden had met het bedrijfsleven.
Het wel of niet instellen van een landelijk alcoholverbod werd halverwege september opeens een belangrijk onderwerp in de campagne. Carrie Nation eiste dat Taft zijn zienswijze bekend zou maken, maar de Republikeinse kandidaat had van tevoren al besloten zich daar niet over uit te laten omdat zijn achterban er divers over dacht. Er viel voor hem dus alleen maar iets mee te verliezen wanneer hij een standpunt zou innemen. Uiteindelijk won Taft de verkiezingen met een veilige marge. Hij behaalde 321 kiesmannen tegen 162 voor Bryan. Hij haalde in totaal 51.6 procent van alle stemmen.
De inauguratie vond vanwege een winterstorm binnen in het Capitool plaats. Taft had een moeizamere relatie met de pers, simpelweg omdat hij minder beschikbaar was voor interviews of fotomomenten dan zijn voorganger.

#### Buitenlands beleid

##### Belangrijkste uitgangspunten
Taft hervormde het State Department, het Amerikaanse ministerie van Buitenlandse Zaken. Het ministerie werd georganiseerd in geografische divisies, waaronder afdelingen voor het Midden-Oosten, Latijns-Amerika en West-Europa. Taft en zijn minister van Buitenlandse Zaken Philander Knox waren voornemens om niet betrokken te raken bij Europa's interne conflicten en waren zo nodig bereid om geweld te gebruiken wanneer de Monroedoctrine zou worden geschonden (de doctrine ingesteld door president James Monroe dat elke vorm van Europese bemoeienis op het westelijk halfrond taboe was). De bescherming van het Panamakanaal, dat in 1914 werd geopend, was leidend wat betreft het buitenlands beleid in het Caribisch gebied en Centraal-Amerika. Taft moedigde Amerikaanse diplomaten aan om Amerikaanse bedrijven actief te ondersteunen in het buitenland. Hij hoopte dat internationale handel een bijdrage zou leveren aan wereldvrede.

##### Latijns-Amerika
Tafts regering hanteerde richting Latijns-Amerika een zogeheten Dollar-diplomatie. Zij geloofden dat alle betrokkenen zouden profiteren van Amerikaanse investeringen in de regio, en dat tevens de invloeden van de vroegere Europese machthebbers daardoor zouden worden teruggedrongen. Het beleid kon op weinig steun rekenen in zowel binnen- als buitenland. Veel Congresleden vonden dat de Verenigde Staten zich zo min mogelijk met het buitenland moesten inlaten en veel Latijns-Amerikaanse landen hadden niet de wens om door te gaan als een protectoraat van de Verenigde Staten.
Toen Taft aantrad nam de onrust in Mexico, dat al decennia lang onder het bewind stond van de dictator Porfirio Díaz, steeds verder toe. Veel Mexicanen steunden Diaz' belangrijkste opponent Francisco Madero. Er waren verschillende incidenten waarbij Mexicaanse rebellen de grens met de Verenigde Staten overstaken voor wapens en paarden. Taft wilde dat voorkomen en stuurde het Amerikaanse leger richting de grensstreek. Hij was de eerste Amerikaanse president die naar Mexico reisde. Hij ontmoette Diaz eerst in El Paso, Texas en daarna in Ciudad Juárez in Mexico. Frederick Russell Burnham ontwapende samen met een Texas Ranger een man die een aanslag wilde plegen op beide presidenten en hen op een paar meter genaderd was. Vlak voor de verkiezingen in Mexico zette Diaz Madero gevangen, waarop diens volgelingen een gewapende opstand ontketenden. Dit leidde tot het aftreden van Diaz en leidde tevens de Mexicaanse Revolutie in, die nog tien jaar zou voortduren. In Arizona kwamen twee mensen om het leven en was er een dozijn gewonden door geweervuur van de andere kant van de grens. Taft gaf de territoriaal gouverneur de opdracht hard terug te slaan.
Nicaragua's president José Santos Zelaya wilde alle commerciële concessies aan Amerikaanse bedrijven intrekken, terwijl Amerikaanse diplomaten in het geheim de opstandelingen van Juan Estrada steunden. Nicaragua had grote buitenlandse schulden en de Verenigde Staten wilden voorkomen dat Europese machten die schulden zouden gebruiken om toestemming te krijgen om een tweede kanaal te mogen graven dat de Atlantische Oceaan en de Stille Oceaan met elkaar kon verbinden. Dat zou het voordeel dat de Amerikanen met het Panamakanaal hadden tenietdoen. Zelaya's opvolger José Madriz lukte het niet om de opstand neer te slaan, omdat Taft Amerikaanse troepen had gestuurd die de opstandelingen ondersteunden. Estrada's troepen namen in augustus 1910 de hoofdstad in. De Verenigde Staten dwongen de nieuwe regering om een lening af te sluiten voor de herfinanciering van de staatsschuld. Het bleef in de jaren daarna onrustig wat er toe leidde dat Taft in 1912 meer Amerikaanse troepen stuurde. De Amerikaanse bezetting van Nicaragua duurde tot 1933.
De regering van Roosevelt had in haar laatste dagen nog een akkoord gesloten met Colombia en Panama. Colombia weigerde echter het verdrag te ratificeren. De Amerikaanse minister van Buitenlandse Zaken Knox bood eind 1912 tien miljoen dollar, later opgehoogd tot vijfentwintig miljoen, als Colombia het verdrag zou ratificeren. De Colombianen vonden dat te weinig en de kwestie zou niet meer onder Tafts presidentschap worden opgelost.

##### Verre Oosten
Door zijn verblijf in de Filipijnen volgde Taft met nauwe belangstelling alle ontwikkelingen in de regio. Hij hechtte zeer aan een goede band met China en verving Roosevelts ambassadeur William Rockhill, omdat hij weinig interesse had voor de handel met China. Zijn opvolger was William Calhoun.
De Xinhairevolutie vond plaats in 1911. Dit betekende het einde van de Chinees Keizerrijk en juist het begin van Republiek China. Sun Yat-sen werd gekozen als de eerste president. Taft was terughoudend om het nieuwe regime te erkennen, ondanks dat een meerderheid van het Amerikaanse publiek voor was. Het Huis van Afgevaardigden nam in februari 1912 een resolutie aan waarin werd aangedrongen op erkenning. Taft had liever dat de verschillende westerse machten gezamenlijk zouden optrekken. In zijn laatste jaarlijkse boodschap aan het Congres (In het Engels “Annual message to Congress”, de voorloper van de State of the Union) in december 1912 liet Taft weten aan te sturen op erkenning, maar omdat hij de verkiezingen had verloren kwam dat er niet meer van.
Taft zette zijn beleid voort om de immigratie vanuit China en Japan te beperken. In 1911 werd er een herzien vriendschapsakkoord tussen Japan en de Verenigde Staten gesloten, waardoor de Japanners die in de Verenigde Staten woonden veel meer rechten kregen. Dit leidde tot onrust aan de westkust, maar Taft informeerde verschillende plaatselijke invloedrijke politici dat er geen wijziging in het immigratiebeleid was.

##### Europa
President Taft was er voorstander van om internationale conflicten op te lossen door middel van arbitrage Hij onderhandelde met Frankrijk en Groot-Brittannië over een akkoord om onderlinge conflicten op die manier op te lossen. Deze akkoorden werden in augustus 1911 ondertekend. Zowel Taft als Knox, een voormalig senator, hadden de Senaat niet betrokken bij het hele proces. Vooral onder Tafts eigen partij was er veel tegenstand. De Senaat nam verschillende amendementen aan die voor Taft onacceptabel waren, waardoor de akkoorden niet in werking traden.
De Amerikaanse regering wist wel een aantal conflicten met Groot-Brittannië op te lossen. Zo werden er duidelijke afspraken gemaakt over het grensverloop tussen Maine en New Brunswick en werd een langlopend dispuut dat ging over de walvisjacht in de Beringstraat – waar ook Japan bij betrokken was – opgelost. Een soortgelijk meningsverschil dat ging over visrechten rond Newfoundland werd ook beslecht.

#### Binnenlands beleid

##### Mededingingsrecht
Roosevelt beleid om grote bedrijfscombinaties op te delen door middel van juridische druk werd door Taft voortgezet en geïntensiveerd. Onder Shermans mededingingswet (“Shermans Antitrust Act”) werden er in vier jaar tijd zeventig zaken voorgelegd bij het gerecht. In 1911 werd in twee grote zaken tegen Standard Oil Company en American Tobacco Company in het voordeel van de regering besloten.
Het door de Democraten gecontroleerde Huis van Afgevaardigden begon in juni 1911 een onderzoek tegen U.S. Steel, President Roosevelt had dit bedrijf gesteund bij hun keuze om de Tennessee Coal, Iron, and Railroad Company te kopen. Daarmee wilde Roosevelt voorkomen dat de economische crisis van dat moment – de zogeheten Paniek van 1907 verergerde. Taft, op dat moment minister van Oorlog, had de president geprezen voor zijn beslissing. Achteraf gezien was Roosevelt waarschijnlijk misleid door U.S. Steel die deed of ze weinig interesse hadden in het bedrijf, maar in plaats daarvan een geweldige aankoop deden tegen een veel te lage prijs.
Tafts ministerie van Justitie kwam in oktober 1911 met een rechtszaak tegen U.S. Steel waarbij het eiste dat honderden dochterbedrijven zelfstandig zouden worden gemaakt. Ook werden verschillende belangrijke zakenmensen en financiers binnen en rondom het bedrijf aangeklaagd. De aanklachten stelde dat Roosevelt had bijdragen aan de monopoliepositie van U.S. Steel en dat hij gedupeerd was door slimme industrialisten. Roosevelt was er niet blij mee dat hij alle schuld in de schoenen geschoven kreeg en dat Taft zich ervan af maakte met een verklaring dat hij alleen op afstand betrokken was.
Een andere zaak die politiek gevolgen had was de rechtszaak tegen International Harvester Company, een fabrikant van landbouwwerktuigen. Roosevelts regering had het bedrijf onderzocht, maar verder geen actie ondernomen tegen aangetroffen misstanden. De regering van Taft pakte de zaak op op het moment dat Roosevelt concurreerde met Taft om de Republikeinse nominatie voor de presidentsverkiezingen van 1912. Tafts aanhangers wierpen het Roosevelt voor de voeten dat hij niks gedaan had, terwijl die op zijn beurt Taft verweet drie en een half jaar niets te doen en pas actie te ondernemen op het moment dat het hem politiek gezien goed uitkwam.

##### Ballinger-Pinchot-affaire

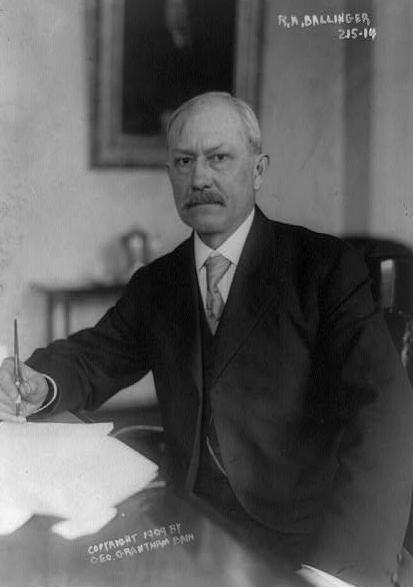
Richard Ballinger, de man verantwoordelijk voor alle ophef

Roosevelt was een sterk voorstander van natuurbescherming, net als verschillende van zijn politieke medestanders, zoals minister van Binnenlandse Zaken James Garfield. Taft beaamde de noodzaak van natuurpreservatie, maar vond dat dat door wetgeving moest en niet via presidentiële decreten. Hij verving Garfield als minister voor de vroege burgemeester van Seattle Richard Ballinger. Roosevelt was daardoor verrast aangezien hij meende dat Taft had beloofd om Garfield in functie te houden. Dit was een van de gebeurtenissen die Roosevelt deden realiseren dat Taft een andere koers voer dan hijzelf.
Tijdens zijn presidentschap had Roosevelt via presidentiële decreten relatief veel land onttrokken aan het publieke domein, vooral door grote stukken land uit te roepen tot nationaal park, waaronder grote gebieden in Alaska die rijk waren aan steenkool. Clarence Cunningham had daar in 1902 veel koolvoorraden in de grond ontdekt en claimde deze stukken land voor mijnbouw. De overheid onderzocht de legitimiteit van deze claims. Dit werd gedaan door Louis Glavis. In 1909 stemde de nieuwe minister van Binnenlandse Zaken Ballinger in met de claims waardoor mijnbouw mogelijk werd. Vervolgens zocht Glavis de pers op en maakte bekend dat Ballinger in het verleden was opgetreden als de advocaat van Cunningham, waardoor er sprake was van belangenverstrengeling. In plaats van Ballinger aan te pakken ontsloeg Taft Glavis op basis van een rapport van minister van Justitie George Wickersham.
Gifford Pinchot was het hoofd van de United States Forest Service, een federaal agentschap dat verantwoordelijk was voor het beheer van de nationale bossen. Hij was een medestander van Glavis en was nog benoemd door Roosevelt. Taft had zijn ondergeschikten geïnstrueerd zich niet uit te laten over de zaak, maar in januari 1910 stuurde hij een brief met daarin een verslag over de gang van zaken aan senator Jonathan Dolliver. Pinchot werd daarop ontslagen, maar er werd door het Congres wel een onderzoek gestart. Uiteindelijk kon Ballinger rekenen op een meerderheid van stemmen, waardoor hij werd vrijgepleit, maar het onderzoek was wel gênant voor de regering van Taft. Zo toonde Glavis advocaat Louis Brandeis aan dat het rapport van minister Wickersham op basis waarvan Glavis was ontslagen geantedateerd was. De hele affaire veroorzaakte ook een breuk tussen Taft en de aanhangers van Roosevelt.

##### Burgerrechten
In zijn inauguratiespeech liet Taft weten dat hij geen Afro-Amerikanen in federale posities zou benoemen, omdat dat alleen maar zou bijdragen aan raciale spanningen. Zijn beleid verschilde ten opzichte van Roosevelt doordat Taft actief zwarte overheidsbeambten verving die in aanraking kwamen met bezwaarde blanke burgers die niets met Afro-Amerikanen te maken wilden hebben. Daardoor bleven er in het zuiden heel weinig donkere mensen over in benoemde functies bij de federale overheid. In het noorden werd slechts een enkele Afro-Amerikaan benoemd. De Republikeinse Partij – de partij van Abraham Lincoln – was van oorsprong de partij die opkwam voor de rechten van de Afro-Amerikanen, maar Tafts beleid droeg er aan bij dat zij richting de Democratische Partij begonnen op te schuiven.

##### Rechterlijke benoemingen
President Taft benoemde zes rechters in het Hooggerechtshof, meer dan elke andere president, met uitzondering van George Washington en Franklin Delano Roosevelt. De dood van Rufus Peckham bood hem zijn eerste kans. De president droeg een oude vriend en collega uit het Hof van Beroep voor het 6e circuit, te weten Horace Lurton, voor. Eerder had hij Roosevelt al proberen over te halen Lurton te benoemen. Minister van Justitie Wickersham wierp tegen dat Lurton, een voormalig Geconfedereerde soldaat en Democraat, al 64 was, maar Taft trok zich daar weinig van aan.
Na het overlijden van David Josiah Brewer in maart 1910 droeg hij de gouverneur van New York Charles Evans Hughes voor. Hij beloofde Hughes dat hij zijn meest waarschijnlijke keuze was voor de positie van opperrechter, mocht die functie vrij komen. Toen die functie na het sterven van opperrechter Melville Fuller op 4 juli 1910 inderdaad beschikbaar kwam, deed Taft er vijf maanden over om een opvolger te vinden. Zijn keuze viel op Edward Douglass White, de eerste zittende rechter in het Hooggerechtshof die doorschoof naar de positie van opperrechter. Mogelijk viel de keuze op White en niet op Hughes omdat Taft zelf nog ambities had om opperrechter te worden. Hughes was een stuk jonger dan White en de kans dat de zetel daarmee op relatief korte termijn weer beschikbaar zou komen was daardoor een stuk groter.
Voor de zetel van White droeg Taft de federale rechter Willis van Devanter voor. Op dat moment moest er ook een vervanger voor William Henry Moody worden gezocht, omdat die vanwege ziekte was teruggetreden. Taft benoemde Joseph Lamar, een Democraat die hij tijdens het golfen had leren kennen en die een goede reputatie als rechter had. Zijn laatste benoeming was die van Mahlon Pitney na de dood van John Marshall Harlan Dit was de laatste keer dat iemand die geen rechtenopleiding had gevolgd werd benoemd in het Hooggerechtshof. Het was bovendien de meest omstreden voordracht. Pitney had weinig op met de vakbonden en kon daardoor op meer oppositie rekenen in de Senaat dan andere kandidaten. De Senaat stemde uiteindelijk met 50 stemmen voor en 26 stemmen tegen toch in met Tafts keuze.

#### Presidentsverkiezingen 1912

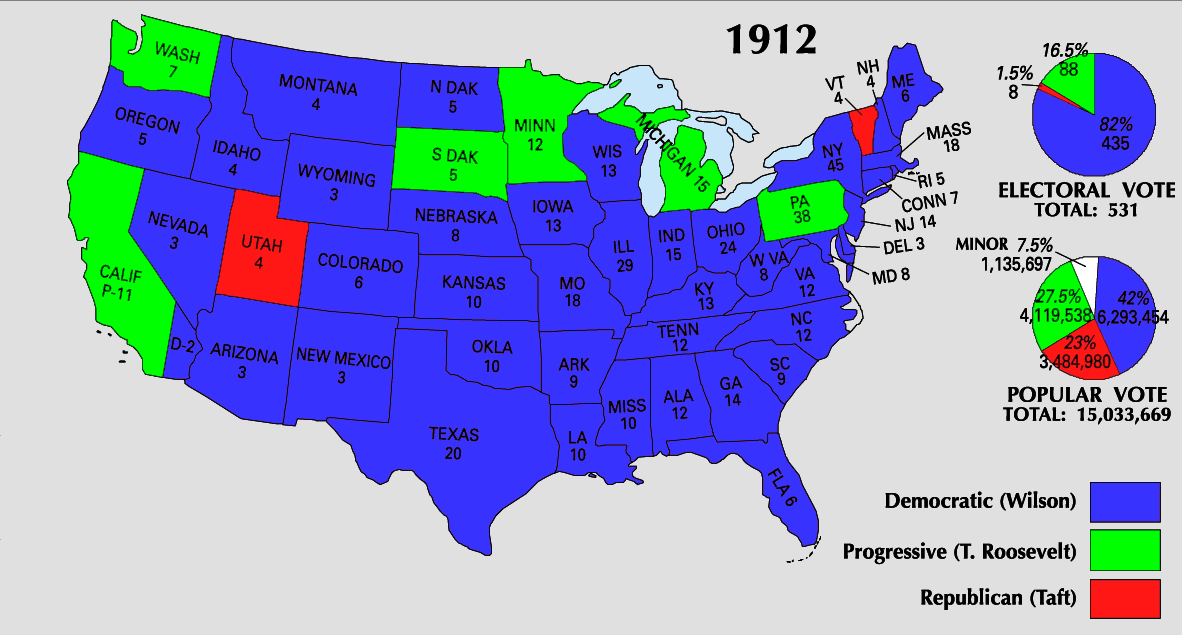
Electorale kaart van 1912

De voormalig president Theodore Roosevelt maakte tussen maart 1909 en juni 1910 een uitgebreide reis. Hij ging op safari in Afrika en deed daarna Europa aan. Taft en hij hadden in deze tijd weinig contact, hoewel ze elkaar na Roosevelts terugkeer in de Verenigde Staten twee keer ontmoetten. In privécorrespondentie sprak Tafts voorganger zijn teleurstelling uit over de zittende president.
Aan het begin van de herfst van 1910 hield Roosevelt een serie toespraken waarin hij het Hooggerechtshof verweet de democratie te ondermijnen. In de zaak Lochner v. New York had het Hooggerechtshof in 1905 namelijk geoordeeld dat de overheid geen beperking om het aantal maximale werkuren mocht instellen. Dat viel namelijk onder de contractvrijheid. Het Hooggerechtshof kwam tot oordeel op basis van het Veertiende amendement op de grondwet. Roosevelt vond daardoor dat het Hooggerechtshof de bevoegdheid moest worden ontnomen om wetten ongrondwettelijk te verklaren. Hoewel Taft ook weinig moest hebben van het oordeel van Amerika's hoogste rechtsorgaan in de zaak Lochner v. New York, deelde hij de verdere mening van Roosevelt niet.
Bij de tussentijdse verkiezingen in 1910 verloor de Republikeinse Partij de meerderheid in het Huis van Afgevaardigden en een aantal zetels in de Senaat, hoewel ze hun meerderheid daar wel behielden. Na de verkiezingen werd Roosevelt steeds progressiever in zijn uitlatingen. Hij stelde dat Taft zich niet liet leiden door de principes van Lincoln, maar door die van de Gilded Age. Voor de duidelijkheid: dat was niet goed.
In aanloop naar de presidentsverkiezingen van 1912 werd het steeds duidelijker dat Roosevelt zich ging kandideren. In reactie op de ongeschreven regel dat presidenten zich niet voor een derde termijn verkiesbaar stellen, zei Roosevelt dat het ging om drie aaneengesloten termijnen. Daar was nu geen sprake van. Naast Roosevelt stelde ook senator Robert La Follette zich kandidaat voor de Republikeinse nominatie.
Roosevelt won de Republikeinse voorverkiezingen, hoewel die destijds veel minder bepalend waren dan vandaag de dag en maar in veertien staten werden gehouden. Roosevelt won 278 van de 362 gedelegeerden. Taft controleerde echter het partijapparaat en wist op die manier toch veel gedelegeerden binnen te halen, meer dan Roosevelt. Op de Republikeinse Conventie probeerden Roosevelts bondgenoten nog om die gedelegeerden ongeldig te laten verklaren. Sommige Republikeinen gingen nog op zoek naar een compromiskandidaat toen duidelijk werd dat Roosevelt de partij zou verlaten als hij niet gekozen werd, maar slaagden daar niet in. Taft werd uiteindelijk in de eerste stemronde al gekozen.
De vroegere president verliet inderdaad de Republikeinse Partij en vormde met zijn volgers de Progressieve Partij. Taft ging de algemene verkiezingen in met weinig vertrouwen, omdat hij op een bijna zekere nederlaag afstevende. De Democraten hadden de gouverneur van New Jersey Woodrow Wilson genomineerd. Deze zag Roosevelt als zijn belangrijkste tegenstander en viel dus vooral hem aan. Taft hield zich aan het gebruik dat zittende presidenten niet actief campagne voeren en hield alleen een acceptatiespeech begin augustus. Hij had gehoopt dat zijn kabinetsleden voor hem op pad zouden gaan, maar die waren zeer terughoudend. Om het fiasco compleet te maken overleed zijn running mate, de zittende vicepresident, James Sherman zes dagen voor de verkiezingen. Hij werd nog vervangen door Nicholas Murray Butler, de voorzitter van de Columbia-universiteit, maar dat maakte weinig meer uit. Wilson won de verkiezingen eenvoudig met 435 kiesmannen achter zich tegenover de 88 van Roosevelt. Taft won alleen in de staten Utah en Vermont en verkreeg op die manier 8 kiesmannen.

### Terugkeer naar Yale
Taft had rechters op elk federaal niveau benoemd. Een terugkeer in de advocatuur leek eigenlijk geen optie, want het zou hem gevoelig maken voor beschuldigingen van belangenverstrengelingen wanneer hij voor een federaal gerechtshof verscheen. In plaats daarvan nam hij een professoraat van de Yale Law School aan. In 1913 was hij een jaar voorzitter van de American Bar Association (ABA).
Tijdens zijn presidentschap was Taft aangesteld als voorzitter van de commissie verantwoordelijk voor de bouw van het Lincoln Memorial. Verschillende Democraten wilden hem vervangen voor een partijgenoot. Taft stelde dat het verlies van het presidentschap geen pijn deed, in tegenstelling tot pogingen hem te verwijderen uit de commissie. Hij mocht vervolgens aanblijven en mocht het monument in 1922 als Opperrechter zelf inwijden.
Zijn opvolger Wilson had in zijn eerste termijn weinig te maken met Taft. De voormalige president sprak zich publiekelijk alleen uit over het Amerikaanse beleid ten opzichte van de Filipijnen, hoewel hij in zijn privé-omgeving het beleid van Wilson afwees. Ook moest hij weinig van Wilson als persoon hebben. Hij noemde hem in een particuliere brief "een roekeloze hypocriet" en een opportunist "die geen enkele overtuiging had die hij niet zou willen opgeven voor meer stemmen". Taft had nog het meest moeite met Wilsons voordracht van Louis Brandeis voor het Hooggerechtshof. Brandeis had hem namelijk tegengewerkt in de Ballinger-Pinchot-affaire.een Toen Brandeis de hoorzittingen goed doorkwam, schreef Taft samen met een aantal vroegere ABA-voorzitters een brief waarin ze beweerden dat Brandeis niet gekwalificeerd was voor het Hooggerechtshof. De door Democraten gecontroleerde Senaat stemden echter in met Wilsons voordracht.
Als voorzitter van de League to Enforce Peace, een organisatie die na het uitbreken van de Eerste Wereldoorlog was opgericht, sprak Taft zich in 1915 uit voor het buitenlandse beleid van Wilson. De League to Enforce Peace richtte zich niet zozeer op bemiddeling tussen de vechtende partijen, maar dacht na over de inrichting van de internationale rechtsorde na de oorlog. Zij drukte het belang van internationale arbitrage uit en vond dat dat ondergebracht moest worden in een permanente organisatie, met een gerechtshof en een Council of Conciliation. De organisatie zou ook de mogelijkheid moeten krijgen om economische en militaire sancties door te voeren. Daarmee werd in grove lijnen een voorzet gedaan voor te later op te richten Volkenbond. De League to Enforce Peace bestond niet uit idealistische randfiguren, maar juist uit mensen die dicht bij het centrum van de macht zaten, zoals senator Henry Cabot Lodge jr.. In mei 1916 sprak president Wilson op een bijeenkomst van de League.
Taft stond achter de keuze van Charles Evans Hughes om terug te treden uit het Hooggerechtshof om namens de Republikeinen bij de presidentverkiezingen in 1916 een gooi te doen naar het presidentschap. Hughes op zijn beurt probeerde Taft met Roosevelt te verzoenen, maar tot meer dan een keer handen schudden kwam het niet. Voor Hughes was dit jammer, want hij had een verenigde partij nodig om de verkiezingen te winnen. Hij verloor nu met een klein verschil van Wilson.
Toen president Wilson Duitsland in april 1917 de oorlog verklaarde kon hij rekenen op de steun van Taft. Hij was op dat moment voorzitter van het Amerikaanse Rode Kruis en dat vergde zoveel tijd dat hij tijdelijk stopte met zijn werkzaamheden op Yale.
In februari 1918 werd Taft door de voorzitter van de Republikeinse Partij Will Hays benaderd voor een nieuwe verzoeningspoging met Roosevelt. Toen Taft kort daarna in het Blackstone Hotel in Chicago dineerde, hoorde hij dat Roosevelt met een gezelschap aanwezig was. Hij zocht zijn voorganger op en beide mannen omhelsden elkaar, wat leidde tot applaus in de zaal. Hun hernieuwde vriendschap kreeg geen vervolg omdat Roosevelt in januari 1919 overleed.
Toen Wilson na de oorlog voorstelde om een Volkenbond in het leven te roepen, en in te stemmen met het Verdrag van Versailles, steunde Taft hem wederom. Hij ging daarmee in tegen veel van zijn partijgenoten die het verdrag niet wilden ratificeren. Aan de andere kant uitte Taft ook zijn reserveringen. Hij ergerde daarmee beide kampen en verloor daarmee de invloed die hij nog had bij de Wilson-regering. Uiteindelijk ratificeerde de Senaat het Verdrag van Versailles niet.

### Opperrechter van het Hooggerechtshof
In aanloop naar de presidentsverkiezingen van 1920 kozen de Republikeinen senator Warren Harding als hun presidentskandidaat en gouverneur van Massachusetts Calvin Coolidge als zijn running mate. Na hun verkiezingsoverwinning bezocht Taft president-elect Harding thuis in Ohio en adviseerde hem over een aantal benoemingen. Harding vroeg bij deze ontmoeting of Taft beschikbaar zou zijn wanneer er een zetel in het Hooggerechtshof vrij kwam. Taft zei dat hij alleen beschikbaar was voor de positie van Opperrechter. Opperrechter White zou aan Taft hebben laten weten dat hij in functie bleef totdat er een Republikein in het Witte Huis zou komen. Op het moment dat Harding benoemd werd had White nog geen enkel signaal gegeven dat hij zou aftreden. White zou ook niet aftreden, want hij overleed op 19 mei 1921.
President Harding overwoog nog om William Day, op dat moment al 18 jaar lid van het Hooggerechtshof, voor te dragen. Day zou vervolgens na een half jaar aftreden, maar het was dan wel de kroon op zijn carrière. Taft hoorde van het voorstel en vond het geen goed idee omdat een benoeming voor korte tijd de continuïteit van het werk in gevaar zou brengen. Nadat ook Harding dit voorstel afwees drong minister van Justitie Harry Daughtery erop aan om Taft snel voor te dragen. Dat deed Harding. De voormalige president werd zelfs zonder hoorzitting door de Senaat benoemd. Slechts vier senatoren stemden tegen, waaronder drie progressieve Republikeinen (aanhangers van Roosevelt). Taft werd daarmee de enige Amerikaanse president die ook lid werd van het Hooggerechtshof.

##### Individuele rechten
De Bill of Rights, de naam van de eerste tien amendementen op de Grondwet, bood burgers veel rechten die hen beschermden ten opzichte van de federale overheid. Het Hooggerechtshof legde in 1925 het grondwerk om ervoor te zorgen dat diezelfde rechten burgers ook beschermden ten opzichte van individuele staten en lokale overheden. In de zaak Gitlow v New York stemde Taft in met een meerderheid die de veroordeling van Benjamin Gitlow overeind hield. Hij had opgeroepen om de overheid omver te werpen en beriep zich daarbij om de vrijheid van meningsuiting. Hoewel hij veroordeeld werd ging het Hooggerechtshof mee in de redenatie dat het Eerste Amendement ook bescherming bood ten opzichte van overheden op staatsniveau.
In de zaak Pierce v. Society of Sisters besloot het Hooggerechtshof in hetzelfde jaar dat de staat Oregon het recht had om privéscholen te reguleren, maar niet om ze te verbieden. Daarmee werd het recht van onderwijsvrijheid van ouders bevestigd.

##### Macht van de overheid
In de zaak Balzac v. Porto Rico kwam het Hooggerechtshof in 1922 tot een unaniem oordeel. De zaak draaide om een krantenuitgever op Puerto Rico aan wie het recht op een rechtszaak met jury was ontzegd, een recht dat in het Zesde Amendement werd gegarandeerd. Het Hooggerechtshof oordeelde dat Puerto Rico een territorium was en dat de Puerto Ricaanse burgers niet noodzakelijkerwijs dezelfde rechten hadden als Amerikaanse burgers onder de Grondwet.
Taft schreef in 1926 de opinie in de rechtszaak Myers v. United States en kwam tot de conclusie dat de president niet de toestemming van de Senaat nodig heeft om een benoemde functionaris uit zijn functie te ontzetten. Volgens Taft, die door een meerderheid van de rechters werd gesteund, legde de grondwet de president daarin geen beperkingen op. Taft zag dit als zijn belangrijkste beslissing als opperrechter.
In het jaar daarna behandelde het Hof de zaak McGrain v. Daughtery. Een parlementaire commissie onderzocht een schandaal waar voormalig minister van Justitie Harry Daugherty en zijn broer mogelijk de fout in waren gegaan. Daugherty werd gedagvaard om een aantal documenten van zijn broer te overhandigen, maar weigerde dat omdat het Congres volgens hem die bevoegdheid helemaal niet had. Het Hooggerechtshof was het niet met hem eens.

#### Rol van opperrechter

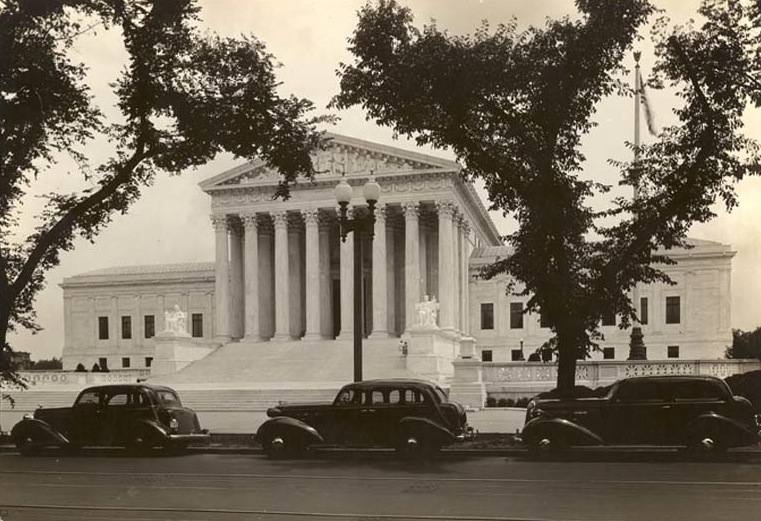
Het Supreme Court Building in 1935. Taft maakte zich hard voor een eigen gebouw, maar zou het eindresultaat nooit met eigen ogen aanschouwen

Als opperrechter wilde Taft graag dat besluiten unaniem werden genomen. Hij adviseerde de verschillende presidenten wie ze – in zijn ogen – moesten benoemen als rechter. Met president Calvin Coolidge kon Taft het in eerste instantie goed vinden, maar hij raakte teleurgesteld toen hij zag wie Coolidge allemaal voordroeg als rechter. Datzelfde gold voor Coolidge' opvolger Herbert Hoover.
Ook geloofde Taft dat het verantwoordelijkheid als opperrechter was om zich te bemoeien met de lagere federale rechtbanken. Hij wenste een staf die hem daarbij kon ondersteunen. In zijn ogen werden veel rechtbanken ondermaats gemanaged. Het Congres behandelde eind 1921 een wet waardoor 24 nieuwe federale rechters zouden worden aangesteld en de Opperrechter de bevoegdheid kreeg om rechters voor een bepaalde periode over te plaatsen naar gerechtshoven die kampten met tijdelijke achterstanden. Niet iedereen was onverdeeld enthousiast over deze wet. Daarom werd er in opgenomen dat de Opperrechter dit alleen mocht doen met toestemming van de senior-rechter van de betreffende gerechtshoven.
Het Hooggerechtshof zelf had ook te maken met een sterk toenemende werkdruk en een forse vertraging in de behandeling van zaken. Dat kwam omdat het destijds voor elke partij in een zaak die behandeld werd door een van de federale beroepshoven mogelijk was om in hoger beroep te gaan bij het Hooggerechtshof. Taft vond dat in de meeste rechtszaken het laatste woord was aan het verschillende federale beroepshoven. Het Hooggerechtshof zou volgens hem alleen zaken moeten behandelen waarin een uitspraak verstrekkende gevolgen zou hebben. Taft en verschillende van zijn collega's maakten zich hard voor een wet waarin het Hooggerechtshof de bevoegdheid kreeg om zelf te beslissen welke zaken zij wel en niet zou accepteren. Tot Taft frustratie duurde het drie jaar voordat die wet (in februari 1925) er was.
Toen Taft Opperrechter werd had het Hooggerechtshof nog geen eigen gebouw, maar zat in het Capitool. Daar barstte het uit zijn voegen. Taft zette zich in voor een eigen gebouw. Het Congres ging daarmee akkoord en er werd een stuk land ten zuiden van het Capitool aangekocht. Taft hoopte het nieuwe gebouw nog met eigen ogen te kunnen zien, maar de bouw werd pas in 1935 afgerond, vijf jaar na zijn dood.
Tijdens de inauguratie van Herbert Hoover tot president citeerde Taft, die als opperrechter verantwoordelijk was voor de eedaflegging, een deel van de eed verkeerd. Het zou zijn verre opvolger John Roberts bij de inauguratie van Barack Obama tachtig jaar later ook overkomen.

### Dood
Zijn broer Charles overleed op 31 december 1929. Taft bezocht zijn begrafenis, maar was zelf ook in slechte gezondheid. Toen het Hooggerechtshof een week later terug kwam van het kerstreces was hij nog niet voldoende hersteld om aan de slag te gaan. Zijn gezondheid ging snel achteruit en aan het einde van de maand januari kon hij nauwelijks meer spreken. Hij was bang dat Harlan Stone zou worden aangewezen als zijn opvolger en trad pas terug als opperrechter toen hij van Hoover de verzekering had gekregen dat hij Charles Evans Hughes zou voordragen. Taft trad vervolgens terug op 3 februari. Een maand later overleed hij. Taft is de eerste president en de eerste opperrechter die op het Arlington National Cemetery begraven werd. Harlan Stone werd nadat Charles Evans Hughes met pensioen ging alsnog benoemd tot opperrechter door Franklin Delano Roosevelt op 30 juni 1941.

## Kabinetsleden onder Taft
| Kabinetsleden        | Ministerie                 | Periode     | Bijzonderheden                                                                      |
| -------------------- | -------------------------- | ----------- | ----------------------------------------------------------------------------------- |
| Philander Knox       | Buitenlandse Zaken         | 1909 - 1913 | Minister van Justitie onder McKinley + T. Roosevelt                                 |
| Richard Ballinger    | Binnenlandse Zaken         | 1909 - 1911 |                                                                                     |
| Jacob Dickinson      | Oorlog                     | 1901 - 1911 |                                                                                     |
| Charles Nagel        | Economische Zaken & Arbeid | 1909 - 1913 |                                                                                     |
| Franklin MacVeagh    | Financiën                  | 1901 - 1913 |                                                                                     |
| George Wickersham    | Justitie                   | 1909 - 1913 |                                                                                     |
| James Wilson         | Landbouw                   | 1909 - 1913 | Idem onder McKinley + T. Roosevelt                                                  |
| George von Meyer     | Marine                     | 1901 - 1913 |                                                                                     |
| Frank Hitchcock      | Posterijen                 | 1909 - 1913 |                                                                                     |
| Walter Lawrie Fisher | Binnenlandse Zaken         | 1911 - 1913 |                                                                                     |
| Henry Stimson        | Oorlog                     | 1911 - 1913 | Minister van Buitenlandse Zaken onder Hoover + Oorlog onder F.D. Roosevelt + Truman |